# Coppa Italia 2001/2002
Pohárový ročník Coppa Italia 2001/02 byl 55 ročník italského poháru ve fotbalu. Soutěž začala 12. srpna 2001 a skončila 10. května 2002. Zúčastnilo se jí celkem 48 klubů.
Obhájce z minulého ročníku byl klub AC Fiorentina.

## Vítěz
| Coppa Italia 2001/02 Parma Calcio 1913 (3. titul) |